# 日南社
日南社，是台灣原住民平埔族道卡斯族社名，即大甲地名日南之源，為蓬山八社之一，位於今日台中市大甲區日南社區一帶，該地設有大甲區第二所國中臺中市立日南國民中學。